# Sergej Karasjov (basketballer)
Sergej Vasilevitsj Karasjov (Russisch: Сергей Васильевич Карасёв) (Sint-Petersburg, 26 oktober 1993) is een professionele basketbalspeler die speelt voor het nationale team van Rusland. Hij kreeg de onderscheiding Meester in de sport van Rusland en de Medaille voor het dienen van het Moederland op 13 augustus 2012.

## Carrière
Karasjov begon zijn profcarrière bij Trioemf Oblast Moskou Ljoebertsy in 2010. In 2013 verhuisde Karasjov naar de Verenigde Staten, om te gaan spelen voor de Cleveland Cavaliers in de NBA. Tijdens het het seizoen speelde hij wisselend voor Cleveland en het opleidings team Canton Charge. In 2014 werd Karasjov over gedaan aan de Brooklyn Nets. In 2016 keerde Karasjov terug naar Rusland om te gaan spelen bij zijn oude club, die inmiddels verhuisd was en nu Zenit Sint-Petersburg heette. Karasjov werd met Zenit twee keer derde om het Landskampioenschap van Rusland in 2017 en 2018. In 2019 stapte hij over naar Chimki Oblast Moskou.
Karasjov speelde met Rusland op de Olympische Spelen in 2012. Hij won de bronzen medaille. Hij speelde ook op het Europees kampioenschap in 2013 en op het Wereldkampioenschap in 2019.

## Privé
De vader van Sergej is Vasili Karasjov die ook basketballer was een uitkwam voor het nationale team van Rusland.

## Erelijst
- Landskampioen Rusland:
  - Derde: 2017, 2018
- VTB United League:
  - Derde: 2017, 2018
- Olympische Spelen:
  - Brons: 2012